# Allen Gilchrist
Allen Thomas Gilchrist (23 novembre 1931) è un ex nuotatore canadese.
Specializzato nello stile libero, ha partecipato ai Giochi di Londra 1948 e di Helsinki 1952, garegginado, in entrambe le manifestazioni, nei 400m sl, 1500m sl e nella Staffetta 4x200m sl.
Ai Giochi panamericani del 1955, ha vinto 1 bronzo nella Staffetta 4x200m sl.
È il cognato della nuotatrice Lenora Fisher ed il fratello dell'anch'esso nuotatore olimpico Sandy Gilchrist.